# FIBA Americas League
La FIBA Americas League, abbreviata ufficialmente in LDA, era la massima competizione intercontinentale di pallacanestro per club dell'intero continente americano. Organizzata dalla FIBA Americas, il torneo è stato rimpiazzato dalla Basketball Champions League Americas (BCLA) nel settembre 2019. La prima edizione del torneo si è svolta dal 4 dicembre 2007 e si è conclusa il 9 febbraio 2008. La competizione stessa aveva sostituito la defunta Pan American Club Championship, la quale è esistita dal 1993 al 2000.
Il team vincitore delle Final Four, la fase finale dell'intera stagione della FIBA Americas League, viene incoronato campione dell'intera regione seguita dalla FIBA Americas. Infatti il torneo era il massimo campionato per club in tutta l'America Centrale, Sud America, Messico e dei Caraibi.
Dal 2013 al 2015, la vincente della FIBA Americas League affrontava la vincente della Euroleague Basketball nella Coppa Intercontinentale, così da determinare il club campione del mondo. Dal 2016 invece, la vincente del torneo affronta la vincente della FIBA Champions League, per aggiudicarsi la vittoria della Coppa Intercontinentale.

## Storia
Nel 1993 venne creato il Campeonato Panamericano de Clubes de Básquetbol, il massimo campionato panamericano per club, il quale venne però soppresso nel 2000. Nel 2007 la FIBA Americas League divenne così il massimo torneo continentale per club di pallacanestro.
La FIBA Americas League venne presa in carico dalla FIBA Americas con l'intento di creare la massima competizione del continente americano; il torneo venne modellato sul formato della Euroleague Basketball, il massimo campionato per club di pallacanestro europei. Il motivo principale per cui venne creata la competizione, era la promozione e la crescita della pallacanestro, insieme all'aumento del livello della competizione tra club che si sarebbe creato dalla creazione di una lega internazionale nella regione della FIBA Americas.
Un altro dei principali obiettivi nella creazione della FIBA Americas League, è stato quello di rilanciare la dormiente Coppa Intercontinentale FIBA, in modo che i club della FIBA Americas potessero competere ancora una volta contro le migliori squadre europee in partite ufficiali, oltre a "riportare in vita" la Coppa Intercontinentale. Nel 2013 la FIBA decise di riproporre la Coppa Intercontinentale, decidendo che la vincitrice della FIBA Americas League avrebbe sfidato la vincente della EuroLeague, in modo da determinare il club campione del mondo. Venne inoltre deciso che la coppa sarebbe stata giocata con cadenza annuale. Dal 2016, la FIBA decise che la vincente della Basketball Champions League avrebbe rappresentato l'Europa nel torneo intercontinentale.
Un terzo obiettivo era quello di formare una lega che potesse sottoscrivere una partnership con EuroLeague ed NBA per giocare delle amichevoli durante la preseason, così come già accadeva tra le squadre della EuroLeague e quelle della NBA. Tutto ciò venne realizzato nella preseason 2014-2015, quando le squadre della FIBA Americas League giocarono contro squadre di EuroLeague ed NBA.

## Formato
Il formato originale prevedeva 16 squadre divise in quattro gruppi da quattro squadre ciascuno. I primi due club si qualificavano ai quarti di finale, dove venivano ancora divise in gruppi da quattro team ciascuno.
Il formato venne poi aggiornato, con sempre 16 squadre in quattro gruppi da quattro team, i primi due qualificati di ogni girone passavano alle semifinali. Ogni vincente delle semifinali, si qualificata alle Final Four. Le Final Four vennero giocate per la prima volta nel 2014; il match conclusivo delle Final Four veniva chiamato Grand Final.

## Albo d'oro
| Anno             |                          | Grand Final   | Grand Final              | Grand Final          |                               | Final Four | Final Four | Final Four |
| Anno             | Vincitore                | Punteggio     | Secondo posto            | Terzo posto          | Quarto posto                  |            |            |            |
| 2007–08 Dettagli | Peñarol                  | Fase a gironi | Soles de Mexicali        | Miami Tropics        | Minas                         |            |            |            |
| 2008–09 Dettagli | Brasília                 | Fase a gironi | Halcones Xalapa          | Biguá                | Minas                         |            |            |            |
| 2009–10 Dettagli | Peñarol                  | Fase a gironi | Guaiqueríes de Margarita | Halcones Xalapa      | Quimsa                        |            |            |            |
| 2010–11 Dettagli | Regatas Corrientes       | Fase a gironi | Capitanes de Arecibo     | Halcones Xalapa      | Halcones Rojos                |            |            |            |
| 2012 Dettagli    | Pioneros de Quintana Roo | Fase a gironi | La Unión                 | Obras Sanitarias     | Brasília                      |            |            |            |
| 2013 Dettagli    | Pinheiros                | Fase a gironi | Lanús                    | Capitanes de Arecibo | Brasília                      |            |            |            |
| 2014 Dettagli    | Flamengo                 | 85–78         | Pinheiros                | Aguada               | Halcones Xalapa               |            |            |            |
| 2015 Dettagli    | Bauru                    | 86–72         | Pioneros de Quintana Roo | Flamengo             | Peñarol                       |            |            |            |
| 2016 Dettagli    | Guaros de Lara           | 84–79         | Bauru                    | Mogi das Cruzes      | Flamengo                      |            |            |            |
| 2017 Dettagli    | Guaros de Lara           | 88–65         | Weber Bahía Blanca       | Leones de Ponce      | Fuerza Regia                  |            |            |            |
| 2018 Dettagli    | San Lorenzo              | 79–71         | Mogi das Cruzes          | Regatas Corrientes   | Estudiantes Concordia         |            |            |            |
| 2019 Dettagli    | San Lorenzo              | 64–61         | Guaros de Lara           | Paulistano           | Capitanes de Ciudad de México |            |            |            |

## Titoli

### Per club
| Squadra                       | Vincitore                | Secondo posto | Terzo posto              | Quarto posto             |
| ----------------------------- | ------------------------ | ------------- | ------------------------ | ------------------------ |
| Guaros de Lara                | 2 (2016, 2017)           | 1 (2019)      | 0                        | 0                        |
| Peñarol                       | 2 (2007-2008, 2009-2010) | 0             | 0                        | 1 (2015)                 |
| San Lorenzo de Almagro        | 2 (2018, 2019)           | 0             | 0                        | 0                        |
| Bauru                         | 1 (2015)                 | 1 (2016)      | 0                        | 0                        |
| Pinheiros                     | 1 (2013)                 | 1 (2014)      | 0                        | 0                        |
| Pioneros de Quintana Roo      | 1 (2012)                 | 1 (2015)      | 0                        | 0                        |
| Flamengo                      | 1 (2014)                 | 0             | 1 (2015)                 | 1 (2016)                 |
| Regatas Corrientes            | 1 (2010-2011)            | 0             | 1 (2018)                 | 0                        |
| Brasília                      | 1 (2008-2009)            | 0             | 0                        | 2 (2012, 2013)           |
| Halcones Xalapa               | 0                        | 1 (2008-2009) | 2 (2009-2010, 2010-2011) | 1 (2014)                 |
| Capitanes de Arecibo          | 0                        | 1 (2010-2011) | 1 (2013)                 | 0                        |
| Mogi das Cruzes               | 0                        | 1 (2018)      | 1 (2016)                 | 0                        |
| Soles de Mexicali             | 0                        | 1 (2007-2008) | 0                        | 0                        |
| Guaiqueríes de Margarita      | 0                        | 1 (2009-2010) | 0                        | 0                        |
| La Unión de Formosa           | 0                        | 1 (2012)      | 0                        | 0                        |
| Lanús                         | 0                        | 1 (2013)      | 0                        | 0                        |
| Weber Bahía Blanca            | 0                        | 1 (2017)      | 0                        | 0                        |
| Miami Tropics                 | 0                        | 0             | 1 (2007-2008)            | 0                        |
| Biguá                         | 0                        | 0             | 1 (2008-2009)            | 0                        |
| Obras Sanitarias              | 0                        | 0             | 1 (2012)                 | 0                        |
| Aguada                        | 0                        | 0             | 1 (2014)                 | 0                        |
| Leones de Ponce               | 0                        | 0             | 1 (2017)                 | 0                        |
| Paulistano                    | 0                        | 0             | 1 (2019)                 | 0                        |
| Minas                         | 0                        | 0             | 0                        | 2 (2007-2008, 2008-2009) |
| Quimsa                        | 0                        | 0             | 0                        | 1 (2009-2010)            |
| Halcones Rojos                | 0                        | 0             | 0                        | 1 (2010-2011)            |
| Fuerza Regia                  | 0                        | 0             | 0                        | 1 (2017)                 |
| Estudiantes Concordia         | 0                        | 0             | 0                        | 1 (2018)                 |
| Capitanes de Ciudad de México | 0                        | 0             | 0                        | 1 (2019)                 |

### Per nazione
| Nazione               | Vincitore | Secondo posto | Terzo posto | Quarto posto |
| --------------------- | --------- | ------------- | ----------- | ------------ |
| Argentina             | 5         | 3             | 2           | 3            |
| Brazil                | 4         | 3             | 3           | 5            |
| Venezuela             | 2         | 2             | 0           | 0            |
| Messico               | 1         | 3             | 2           | 4            |
| Puerto Rico           | 0         | 1             | 2           | 0            |
| Uruguay               | 0         | 0             | 2           | 0            |
| Stati Uniti d'America | 0         | 0             | 1           | 0            |